# Mona Juul
Mona Juul (ur. 20 września 1967 w Aarhus) – duńska menedżerka i polityczka, parlamentarzystka, od 2024 przewodnicząca Konserwatywnej Partii Ludowej.

## Życiorys
W 1993 ukończyła studia z marketingu w szkole biznesowej Handelshøjskole Syd, współtworzącej później Uniwersytet Południowej Danii. W 2002 została absolwentką planowania strategicznego w Den Danske Reklameskole. Pracowała w przedsiębiorstwie spożywczym MD Foods. Od 1999 była zawodowo związana z agencją reklamową Envision, w 2007 została jej dyrektorką zarządzającą, a w 2018 członkinią zarządu. Powoływana w skład różnych organów przedsiębiorstw, instytucji kulturalnych i organizacji społecznych.
Zaangażowała się w działalność polityczną w ramach Konserwatywnej Partii Ludowej. W 2019 po raz pierwszy uzyskała mandat posłanki do Folketingetu. Z powodzeniem ubiegała się o reelekcję w wyborach w 2022. Obejmowała funkcje wiceprzewodniczącej i przewodniczącej frakcji deputowanych swojego ugrupowania. W marcu 2024 została nową liderką polityczną partii, zastępując na czele konserwatystów zmarłego Sørena Pape Poulsena. W następnym miesiącu została wybrana na przewodniczącą swojego ugrupowania.